# Beroepen Zonder Grenzen
Beroepen Zonder Grenzen was een televisieserie van de Belgische televisiezender Eén. Het format is bedacht door Sputnik Media.
In elke aflevering trokken vier collega's naar een onbekende bestemming in het buitenland. Ze oefenden daar een week lang hun job uit en ondervonden aan den lijve hoe de werkomstandigheden er verschillen.
Het programma werd in 2013 genomineerd voor een Rose d'Or en voor de Prix Europa.
Het programma haalde een gemiddelde van 700.000 kijkers.

## Afleveringen

### Seizoen 1
| Afl. | Uitzenddatum     | Titel                             |
| ---- | ---------------- | --------------------------------- |
| 1    | 12 november 2012 | Automecaniciens in Burkino Faso   |
| 2    | 19 november 2012 | Vroedvrouwen in Ecuador           |
| 3    | 26 november 2012 | Vissers in Togo                   |
| 4    | 3 december 2012  | Sociale hulpverleners in Thailand |
| 5    | 10 december 2012 | Boeren in Brazilië                |
| 6    | 17 december 2012 | Spoorwegmedewerkers in Albanië    |
| 7    | 7 januari 2013   | Hoteluitbaters in Burkina Faso    |
| 8    | 14 januari 2013  | Leerkrachten in Nepal             |
| 9    | 21 januari 2013  | Paardenverzorgers in India        |
| 10   | 28 januari 2013  | Bejaardenhelpers in Moldavië      |

### Seizoen 2
| Afl. | Uitzenddatum      | Titel                          |
| ---- | ----------------- | ------------------------------ |
| 1    | 2 september 2013  | Brandweermannen in India       |
| 2    | 9 september 2013  | Marktkramers in Vietnam        |
| 3    | 16 september 2013 | Buschauffeurs in Peru          |
| 4    | 23 september 2013 | Houthakkers in Canada          |
| 5    | 30 september 2013 | Politieagenten in Brazilië     |
| 6    | 7 oktober 2013    | Vuilnismannen in Belgrado      |
| 7    | 14 oktober 2013   | Dierenverzorgers in Argentinië |
| 8    | 21 oktober 2013   | Restaurateurs in Marokko       |

### Seizoen 3
| Afl. | Uitzenddatum     | Titel                        |
| ---- | ---------------- | ---------------------------- |
| 1    | 20 oktober 2014  | Truckchauffeurs in Suriname  |
| 2    | 27 oktober 2014  | Steenbakkers in India        |
| 3    | 3 november 2014  | Grafdelvers in de Filipijnen |
| 4    | 10 november 2014 | Spoorarbeiders in Rusland    |
| 5    | 17 november 2014 | Cultuurmedewerkers in Cuba   |
| 6    | 24 november 2014 | Dierenartsen in Brazilië     |
| 7    | 1 december 2014  | Wasserijpersoneel in India   |
| 8    | 8 december 2014  | Takeldiensten in Canada      |

### Seizoen 4
| Afl. | Uitzenddatum     | Titel                               |
| ---- | ---------------- | ----------------------------------- |
| 1    | 26 oktober 2015  | Taxichauffeurs in Oeganda           |
| 2    | 2 november 2015  | Cinemamedewerkers in India          |
| 3    | 9 november 2015  | Dokwerkers in Brazilië              |
| 4    | 16 november 2015 | Slagers in Ghana                    |
| 5    | 23 november 2015 | Veehouders in Mongolië              |
| 6    | 30 november 2015 | Gehandicaptenzorg in Servië         |
| 7    | 7 december 2015  | Postbodes in Vietnam                |
| 8    | 14 december 2015 | Maatschappelijk werkers in Mongolië |

### Seizoen 5
| Afl. | Uitzenddatum  | Titel                         |
| ---- | ------------- | ----------------------------- |
| 1    | 21 maart 2016 | Spoedartsen in Guatemala      |
| 2    | 28 maart 2016 | Bierbrouwers in Burkina Faso  |
| 3    | 04 april 2016 | Drukkers in Cuba              |
| 4    | 11 april 2016 | Tatoeëerders in Cambodja      |
| 5    | 18 april 2016 | Chocolademakers in Costa Rica |

## Trivia
In de aflevering Marktkramers in Vietnam duikt een van de deelnemers van een boot in ondiep water.  Een medisch onderzoek ter plaatse brengt geen problemen aan het licht, maar bij verder onderzoek terug in België blijkt hij drie gebroken nekwervels te hebben.